# Moraea tanzanica
Moraea tanzanica är en irisväxtart som beskrevs av Peter Goldblatt. Moraea tanzanica ingår i släktet Moraea och familjen irisväxter. Inga underarter finns listade i Catalogue of Life.

## Bildgalleri

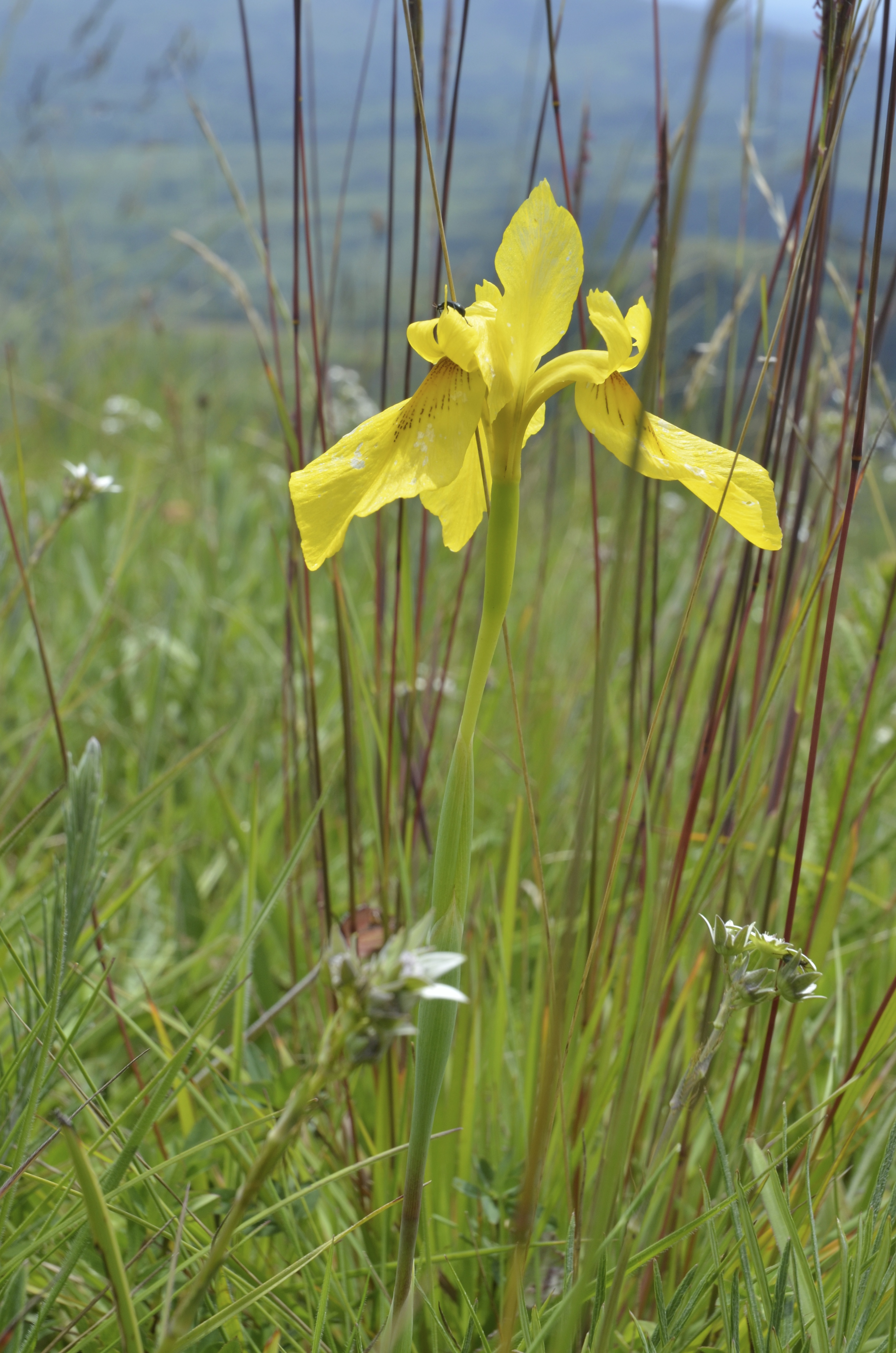